# Castanopsis crassifolia
Castanopsis crassifolia ist eine in Südostasien vorkommende Baumart aus der Familie der Buchengewächse (Fagaceae). Die Nüsse sind essbar.

## Merkmale
Castanopsis crassifolia ist ein immergrüner, bis zu 20 Meter hoher Baum. Der Stammdurchmesser erreicht über 45 Zentimeter.
Die kurz gestielten, ledrigen, kahlen und ganzrandigen Laubblätter sind lanzettlich, selten elliptisch oder eiförmig sowie zugespitzt bis geschwänzt.
Die Fruchtbecher (Cupulae) sind mit einfachen Stacheln besetzt. Die Stacheln sind gerade, dichtstehend und verdecken die Oberfläche des Fruchtbechers komplett. Die Fruchtbecher sind inklusive Stacheln höchstens 4 Zentimeter im Durchmesser, meist 2,5 bis 4 Zentimeter. An der adaxialen Seite von jungen Fruchtbechern zieht ein kahler, schmaler Streifen von der Spitze bis zur Basis. Die eine kleine Nuss ist eiförmig bis verkehrt-eiförmig. Sie ist kahl, nur der „Umbo“ ist behaart.
Blütezeit ist von Januar bis November, meist von Juli bis Dezember. Die Fruchtreife erfolgt von Januar bis Dezember, meist März bis August.

## Verbreitung und Standorte
Die Art kommt in Thailand, China und Vietnam vor. Sie wächst in immergrünen Tieflandwäldern, in Kiefern-Eichen-Wäldern und tieferen immergrünen Bergwäldern, häufig in Flussnähe und in 200 bis 1600 m Seehöhe, meist in 1050 bis 1300 m.

## Belege
- Chamlong Phengklai: A synoptic account of the Fagaceae of Thailand. In: Thai Forest Bulletin. 2006, Band 34, S. 53–175.
- Castanopsis crassifolia in der Flora of Thailand.